# MS Pride of Burgundy
 (juillet 2016).
Si vous disposez d'ouvrages ou d'articles de référence ou si vous connaissez des sites web de qualité traitant du thème abordé ici, merci de compléter l'article en donnant les références utiles à sa vérifiabilité et en les liant à la section « Notes et références ».
 (juillet 2016).
Le contenu est difficilement compréhensible vu les erreurs de traduction, qui sont peut-être dues à l'utilisation d'un logiciel de traduction automatique.
Le Pride of Burgundy est un ferry trans-manche sur la ligne Calais-Douvres. Il opère pour P&O Ferries depuis 1993. Son port d'attache est Douvres.

## L'histoire
Le Pride of Burgundy était l'un des quatre navires de fret "European Class", seul navire de fret pour être nommé "European Causeway" pour P&O European Ferries pour la ligne Dover à Zeebrugge. En raison de la demande sur la ligne Douvres - Calais, le navire a été converti en ferry multi-usage (passagers et fret) avant l'achèvement avec l'ajout de la superstructure. Il est souvent mentionné dans les ferries, les publications et le site web qu'à l'origine le choix du nom du navire a été la Pride of Lille. Par la capacité, il est l'un des plus petits ferries de Douvres – Calais, en prenant seulement 1 200 passagers et 600 voitures. 
Le 27 octobre 2012, le Pride of Burgundy, est entré en collision avec le navire MS Berlioz de la compagnie MyFerryLink en raison des vents violents. Le Pride of Burgundy a subi des dommages à son aile droite du pont, mais le problème a été résolu en 2 heures. Le MS Berlioz a reçu des dommages à ses canots de sauvetage qui sont maintenant hors service.
Début 2019, le Pride of Burgundy, comme tous les navires de la P&O sur la route Calais-Douvres, ont reçu le pavillon chypriote, une mesure expliquée par la compagnie due à des taxes moins élevées en vue du Brexit. Le navire est maintenant enregistré à Limassol.
Le 24 Septembre 2019, P&O Ferries annonce deux nouveaux super ferrys (nom du projet : Dover super-ferries) pour la ligne Calais - Douvres en 2023 afin de remplacer sa flotte dont le Pride of Burgundy.
Le 4 Avril 2020, le Pride of Burgundy accompagné du Pride of Canterbury sont mis hors-service momentanément et quittent le port Douvres en direction du port de Leith où ils y attendent depuis. Cela est dû aux mesures prises par la compagnie à la suite de la Covid-19 où le nombre de traversées ont été drastiquement réduites.
Le 5 avril 2020, il quitte le port de Calais pour Douvres, puis le même jour, il prend la route pour Falmouth, afin de remonter la rivière Fal pour se mettre en attente de son avenir. Pendant son attente, il serra rejoint quelque temps par l'European Seaway avant sa vente à Sea Lines.
Le 24 juin 2021, il quitte Falmouth pour Douvres où il y arrive le lendemain.
Le 28 juin 2021, il reprend du service sur la ligne Calais - Douvres, mais uniquement comme fréteur.
Le 25 octobre 2021, il arrête son service entre Calais - Douvres et part le 26 octobre 2021 pour se mettre en attente au port de Tilbury.
Le 28 novembre 2021, il quitte Tilbury pour Douvres ou il remplacera le Pride of Canterbury qui, quelques jours plus tôt, s'est échoué dans le port de Calais et qui se trouve pendant cette période au chantier maritime Arno de Dunkerque. Le même jour, il arrive à Calais et reprend du service le 29 novembre 2021.
Le 20 décembre 2021, il quitte Calais pour Douvres, puis prend la route en direction du port de Dunkerque-Est ou il y est toujours.
En 2023, P&O annonce la vente à la casse du Pride of Burgundy, il est échoué à Aliaga au printemps puis démoli pendant l’été.

## Aménagements
Le Pride of Burgundy est le plus petit bateau pour faire fonctionner un service fréquent sur P&O Ferries de Douvres à Calais. Il a 9 ponts, avec des véhicules sur les ponts 3 et 5. Les passagers en zone de loisirs sont sur les ponts 7 et 8. La terrasse est à l'arrière du pont 9. Fumeurs et non-fumeurs sont séparés par le pont ouvert.

## Navire jumeaux
Le Pride of Burgundy n'a pas de "sœur" identique en raison de sa conversion en navire multi-usages à passagers en cours de construction. Elle partage la mécanique, la disposition et les caractéristiques visuelles avec les autres navires "de la Classe européenne" dans la P&O de la flotte :
- MS European Seaway
- MS Pride of Canterbury (conversion à partir de l'European Pathway)
- MS Pride of Kent (conversion à partir de l'European Highway)

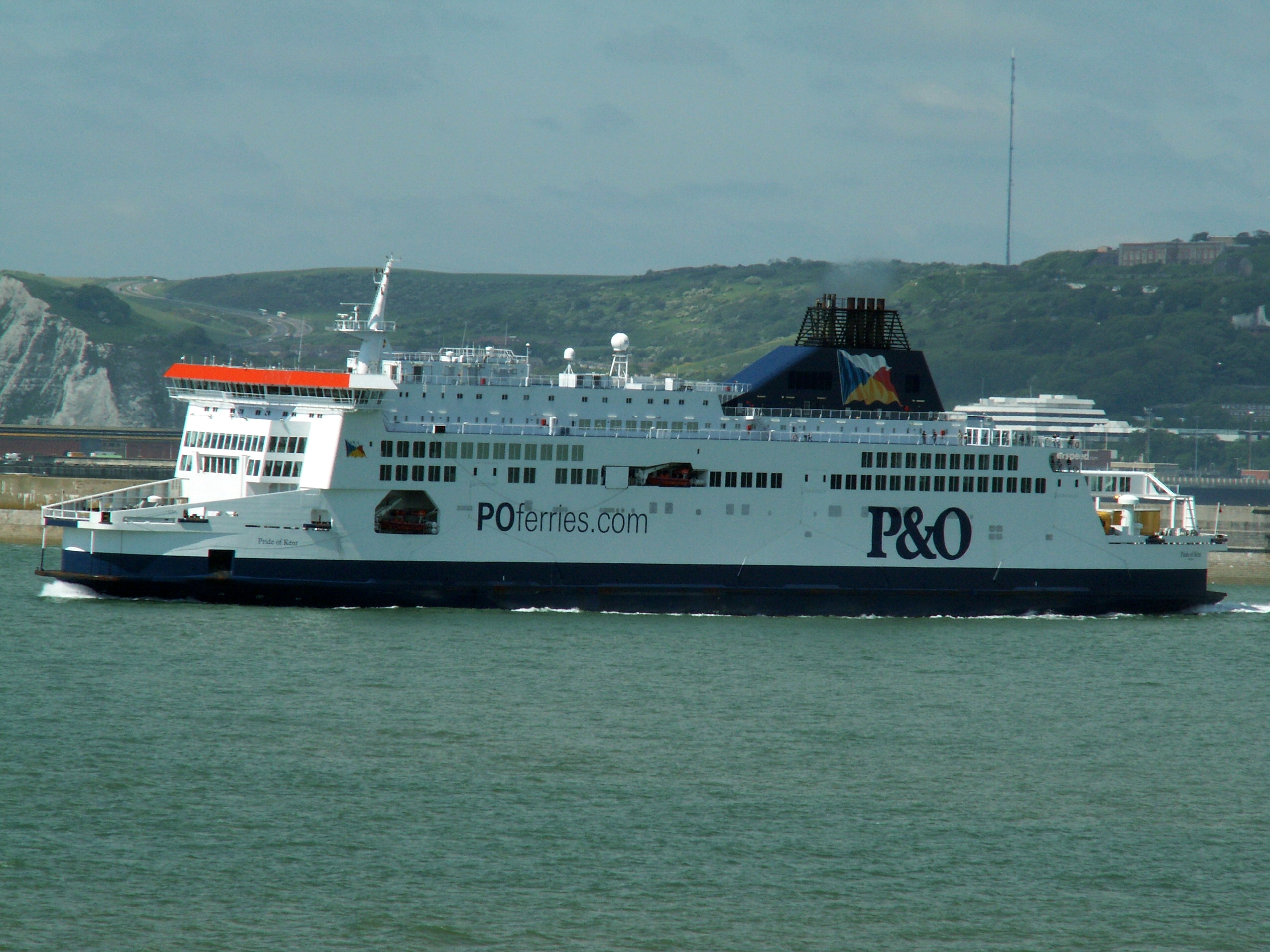
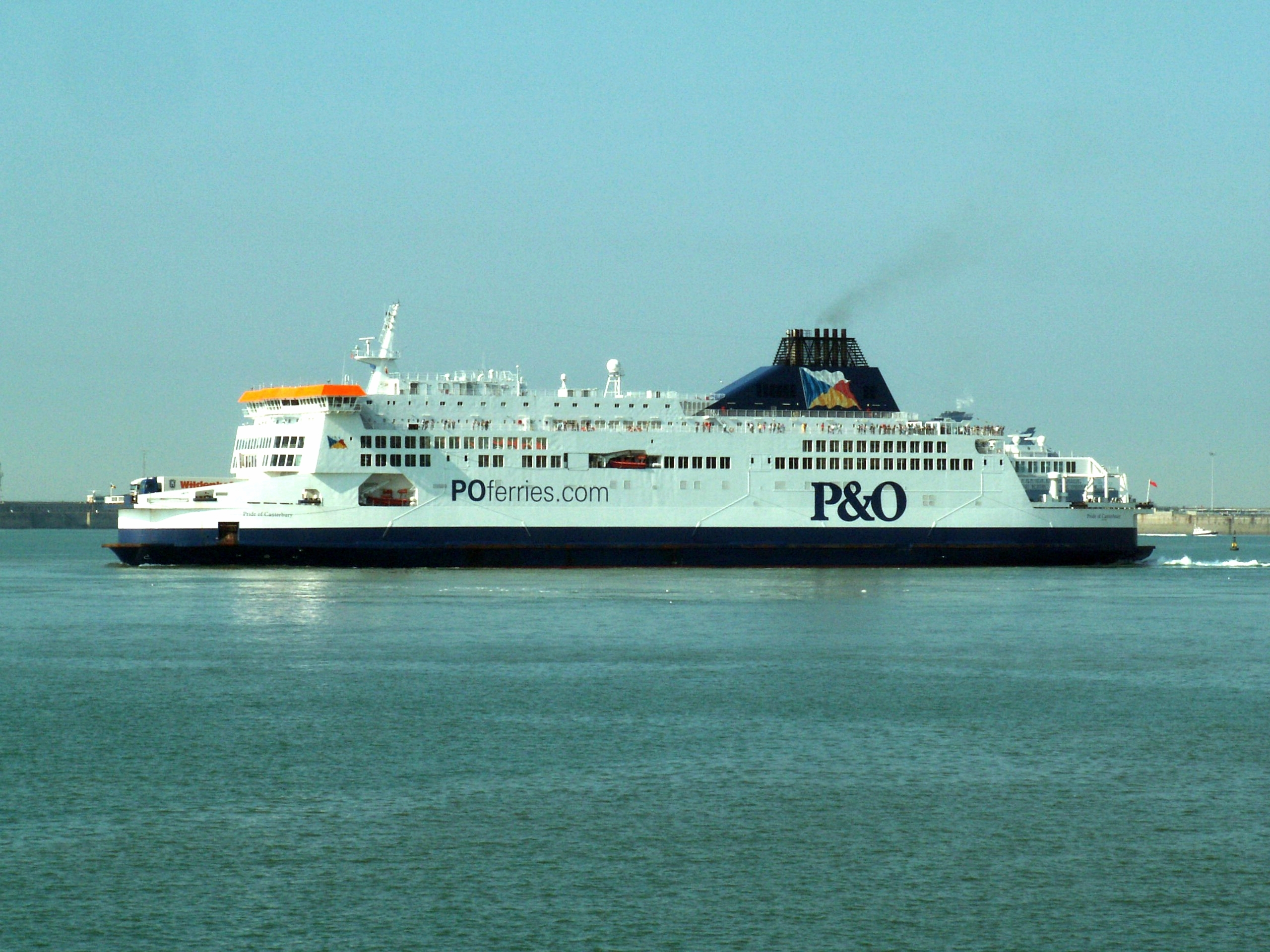
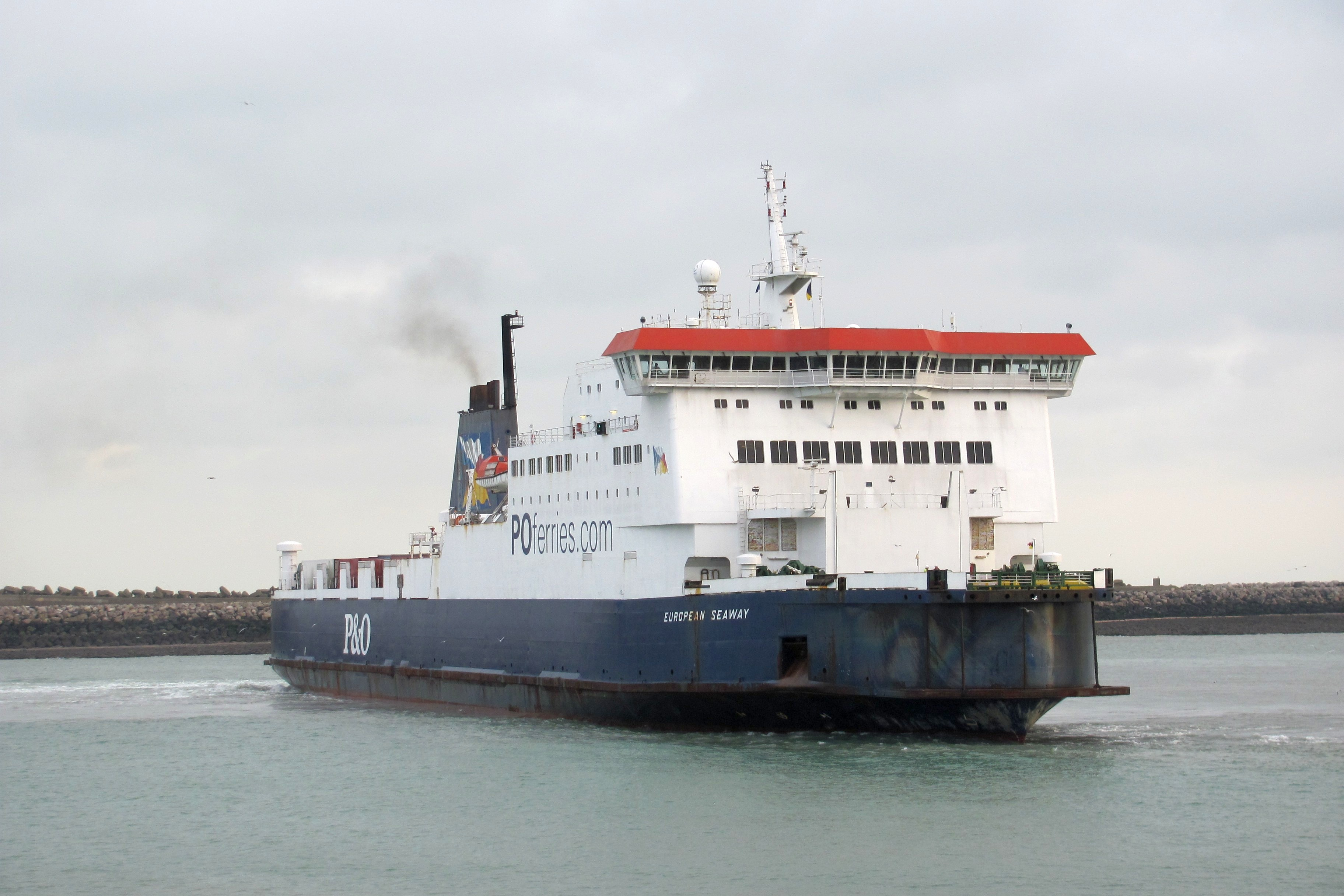

Contrairement à la conversion du Pride of Canterbury et du Pride of Kent, le Pride of Burgundy conserve un certain nombre de cabines sur le pont 7. Ce ne sont pas des cabines passagers.